# Aleixo das Neves Dias
Aleixo das Neves Dias SFX (* 5. August 1944 in Calangute, Goa) ist ein indischer Ordensgeistlicher und emeritierter römisch-katholischer Bischof von Port Blair.

## Leben
Aleixo das Neves Dias trat der Ordensgemeinschaft der Missionare Unserer Lieben Frau auf dem Pfeiler bei und empfing am 21. Dezember 1969 das Sakrament der Priesterweihe.
Am 22. Juni 1984 ernannte ihn Papst Johannes Paul II. zum Bischof von Port Blair. Der Erzbischof von Ranchi, Pius Kerketta SJ, spendete ihm am 20. Januar 1985 die Bischofsweihe; Mitkonsekratoren waren der Erzbischof von Goa und Daman, Raul Nicolau Gonsalves, und der Bischof von Jamshedpur, Joseph Robert Rodericks SJ.
Papst Franziskus nahm am 6. Januar 2019, kurz vor Erreichen der Altersgrenze für Bischöfe, seinen Rücktritt an.